# Expediciones de Petsamo

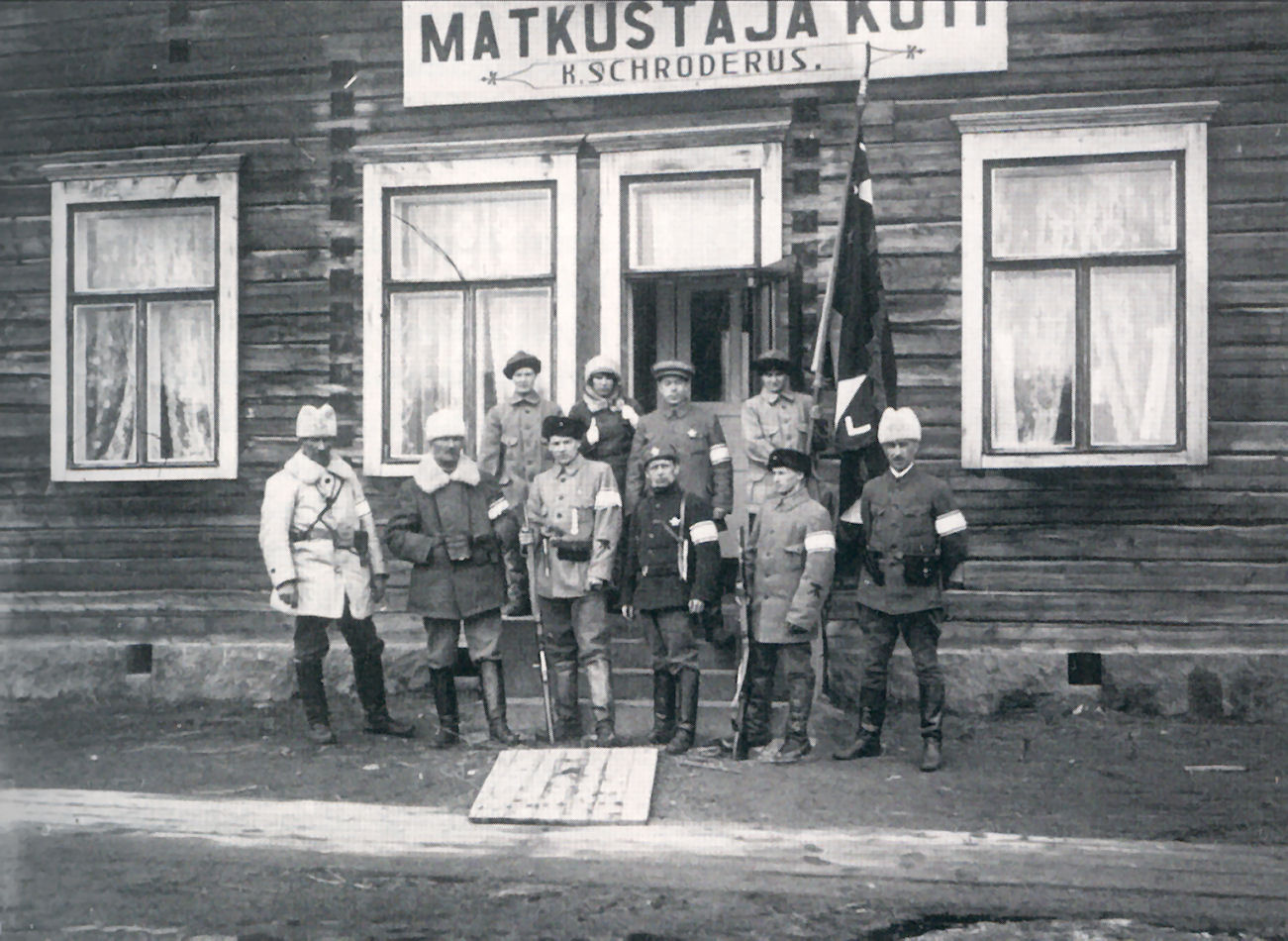
Miembros de la primera expedición.

Las expediciones de Petsamo (en finés: Petsamon retket, en sueco: Petsamoexpeditionerna) fueron dos expediciones militares en mayo de 1918 y en abril de 1920 por voluntarios civiles finlandeses, para anexar Petsamo (en ruso: Pechenga) de la Rusia bolchevique. Fue una de las muchas "guerras de parentesco" (Heimosodat) libradas por la recién independizada Finlandia durante la Guerra civil rusa. Aunque ambas expediciones no tuvieron éxito, Petsamo fue entregado por Rusia a Finlandia en el Tratado de Tartu de 1920.

## Las expediciones
El objetivo de estos expedicionarios era entregar Petsamo a Finlandia, que el zar Alejandro II había prometido previamente a Finlandia en 1864, a cambio de tierras alrededor del río Sestra en el istmo de Carelia transferidas a Rusia para construir una fábrica de armas. Los bolcheviques se opusieron a cumplir las promesas anteriores del zar de Rusia, lo que contribuyó a un deterioro de las relaciones entre la recién independizada Finlandia y la recién formada Unión Soviética.
La expedición de 1918, todavía durante la Primera Guerra Mundial, estaba compuesta por unos 100 hombres y estaba dirigida por los médicos Thorsten Renvall y Onni Laitinen. La armada británica se opuso a ellos, ya que quería evitar que el ejército alemán siguiera la estela. Los británicos enviaron al HMS Cochrane con infantería naval y 40 soldados del Ejército Rojo. Después de algunos combates, la expedición tuvo que regresar sin llegar a su destino.
La expedición de 1920, unos 60 hombres encabezados primero por el General Kurt Martti Wallenius y luego por el Mayor Gustaf Taucher, se encontró con la resistencia de las tropas soviéticas y también regresó sin lograr sus objetivos.

## Consecuencias
En el Tratado de Tartu, firmado el 14 de octubre de 1920, Petsamo fue entregado por Rusia a Finlandia y se convirtió en la provincia de Petsamo.